# سيرجيو بيريز مويا
سيرجيو بيريز مويا (بالإسبانية: Sergio Pérez Moya)‏ هو لاعب كرة قدم مكسيكي في مركز الدفاع، ولد في 13 أكتوبر 1986 في مدينة بويبلا في المكسيك. شارك مع منتخب المكسيك لكرة القدم. أما مع النوادي، فقد لعب مع أتلانتي إف سي ونادي بويبلا ونادي تشياباس ونادي غوادالاخارا ونادي مونتيري.

## وصلات خارجية
- سيرجيو بيريز مويا على موقع الاتحاد الدولي (مؤرشف)  (الإنجليزية)
- سيرجيو بيريز مويا على موقع قاعدة بيانات كرة القدم.إي يو (الإنجليزية)
- سيرجيو بيريز مويا على موقع ناشيونال فوتبول تيمز (الإنجليزية)
- سيرجيو بيريز مويا على موقع Soccerway.com (الإنجليزية)
- سيرجيو بيريز مويا على موقع AS.com (الإسبانية)